# Sydney Parkinson
Sydney Parkinson (ur. ok. 1745 w Edynburgu, zm. 26 stycznia 1771) – szkocki rysownik znany z ilustracji botanicznych, uczestnik pierwszej wyprawy Jamesa Cooka.

## Biografia
Pracował jako sukiennik. Po opanowaniu sztuki rysowania, około 1768 roku przeprowadził się do Londynu. Tam Joseph Banks zatrudnił Parkinsona do rysowania roślin w Kew Gardens, a następnie zlecił mu rysowanie roślin podczas ekspedycji „Endeavoura”, dowodzonej przez Jamesa Cooka. Początkowo Parkinsonowi towarzyszy kreślarz topograficzny Alexander Buchan, jednak po jego śmierci na Tahiti Parkinson przejął jego obowiązki. Podczas wyprawy stworzył 1300 rysunków i obrazów (z czego ponad 400 w Australii). Był pierwszym Europejczykiem, który narysował eukaliptus. Ponadto podczas pobytu na Tahiti i Australii Parkinson spisywał słowa z języków używanych przez ludność tubylczą.
W drodze powrotem Parkinson zachorował na dyzenterię i malarię. W wyniku choroby zmarł 26 stycznia 1771 roku.
Należał do Religijnego Towarzystwa Przyjaciół (kwakrów). Był pierwszym kwakrem, który dotarł do Nowej Zelandii.
3 grudnia 1986 roku Australia Post wydała znaczek pocztowy z Parkinsonem. W 1988 roku po raz pierwszy prace Parkinsona zaprezentowano publicznie w Muzeum Brytyjskim.

## Wybrane rysunki Parkinsona

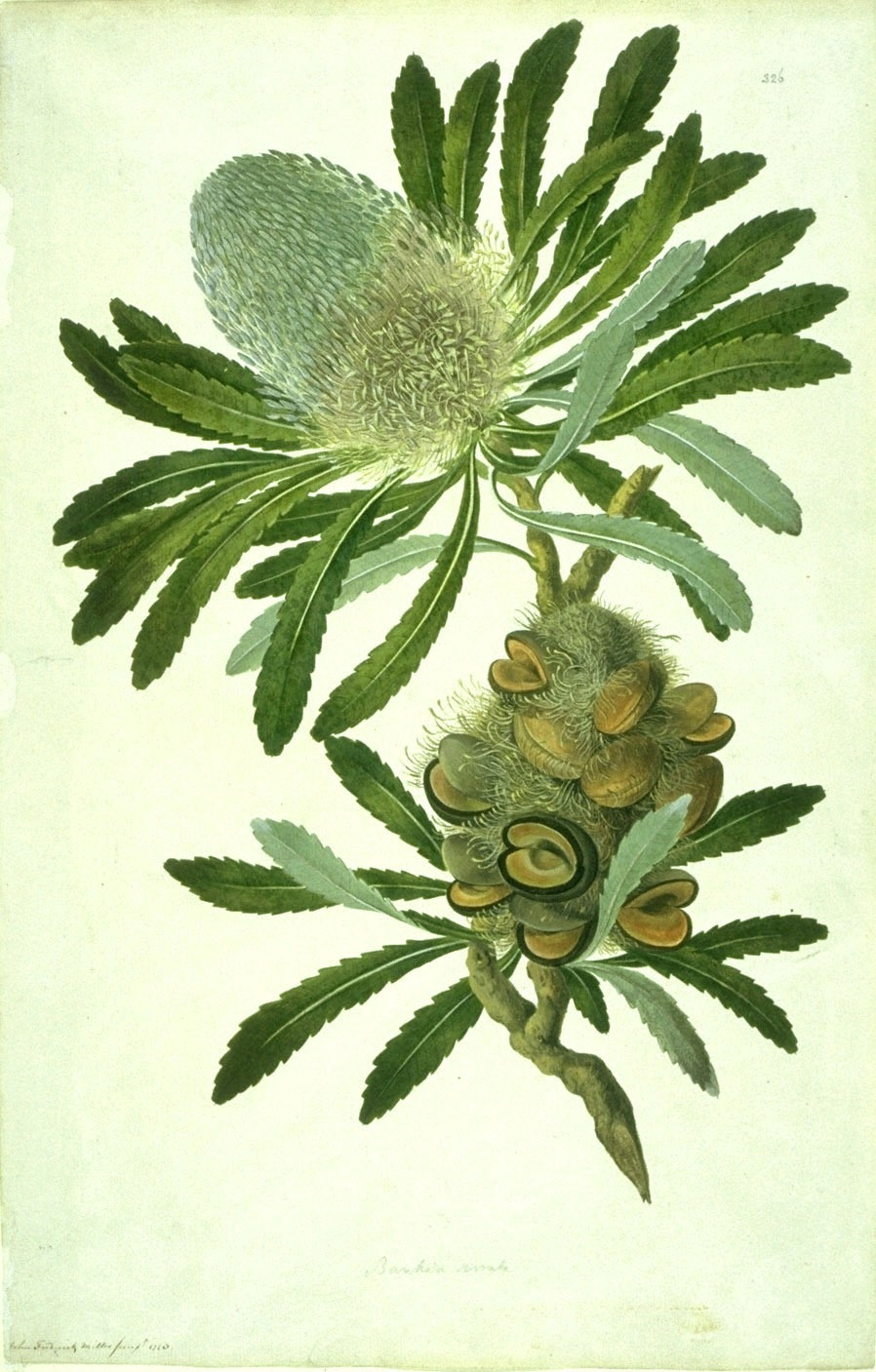
Banksia serrata
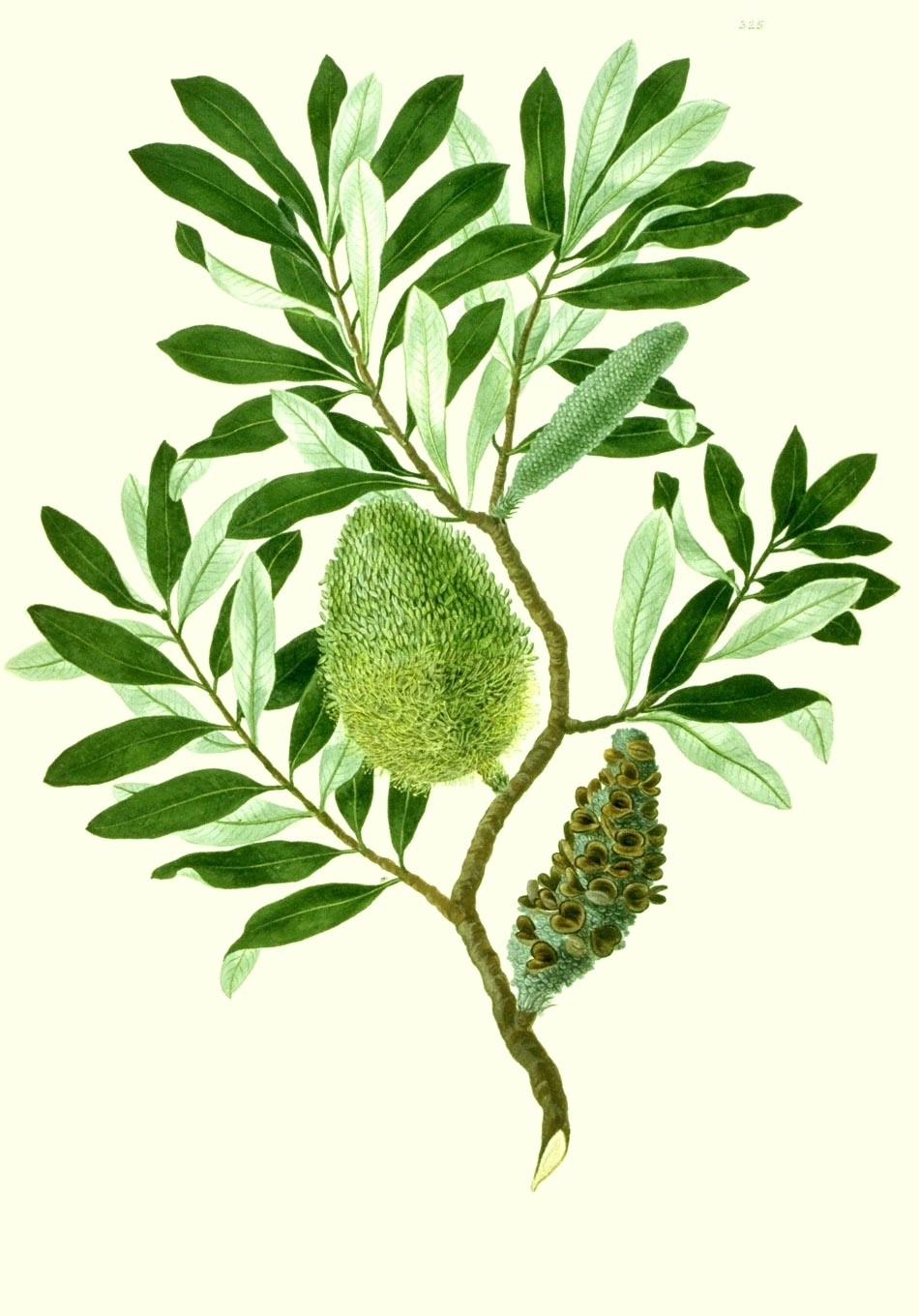
Banksia integrifolia
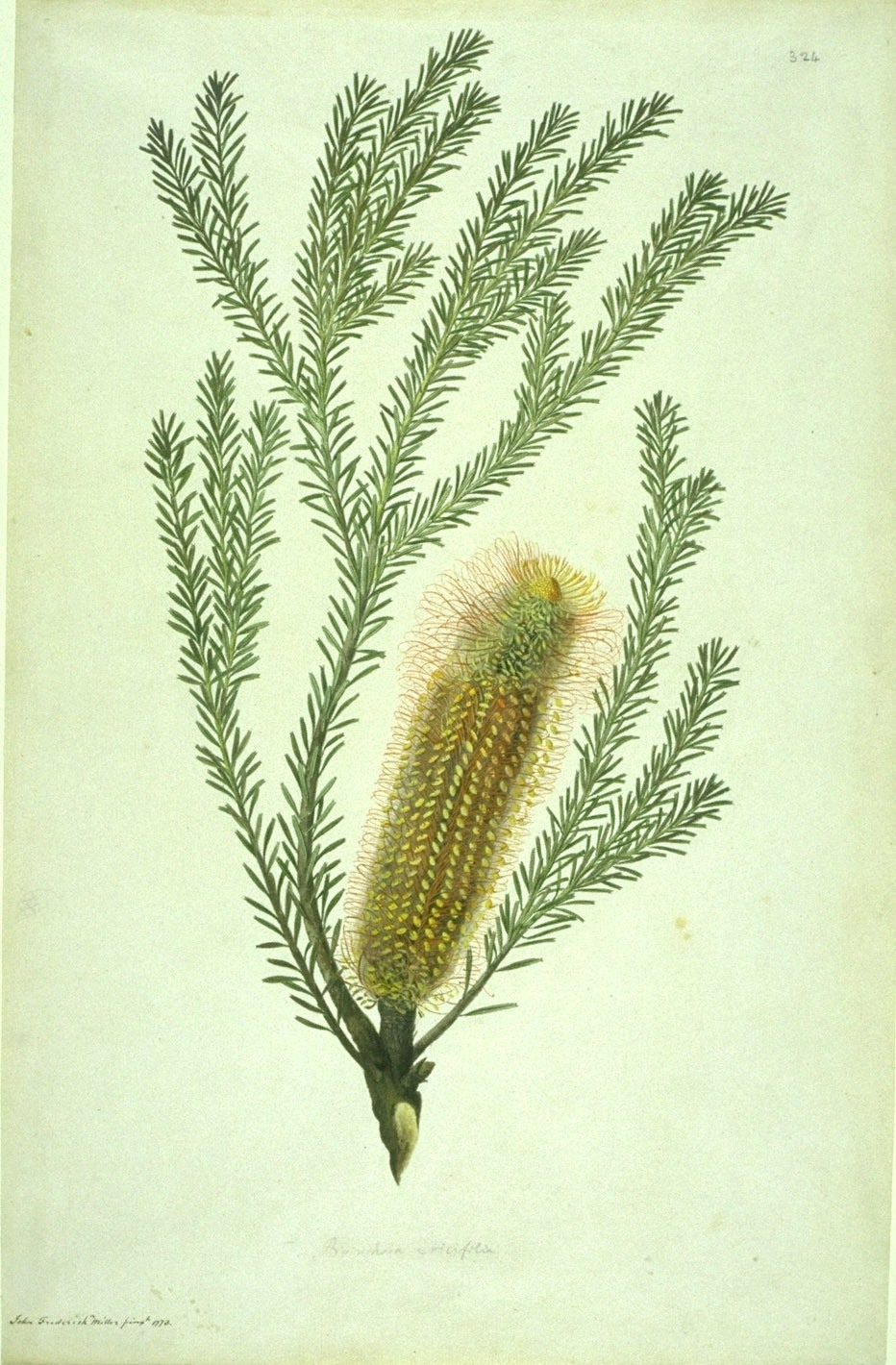
Banksia ericifolia
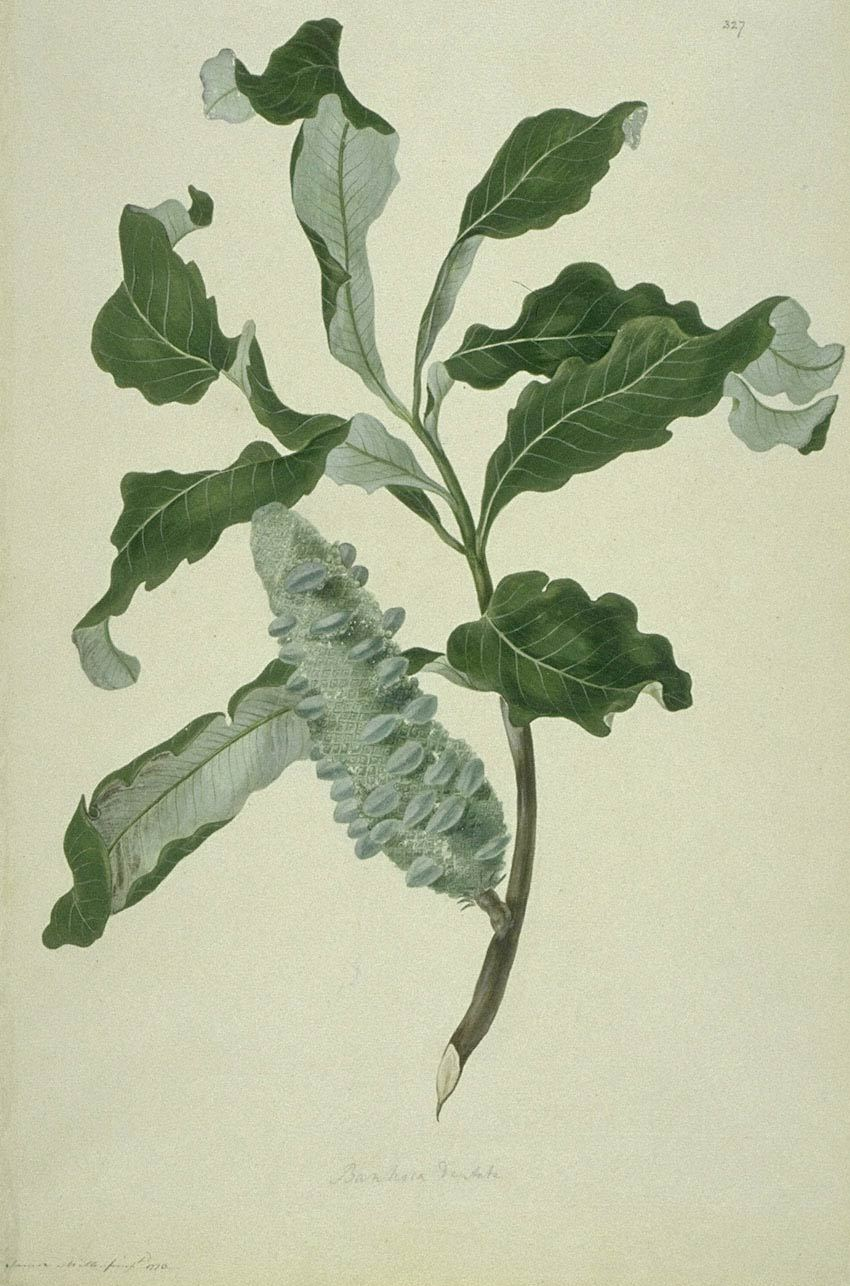
Banksia dentata